# Matteo Serafini
Matteo Serafini (* 21. April 1978 in Brescia) ist ein italienischer ehemaliger Fußballspieler, der meist im offensiven Mittelfeld zum Einsatz kommt.

## Karriere
Serafini entstammt der Jugendabteilung der US Cremonese, bei der er 1996 den Sprung in den Profikader schaffte. Nachdem der Club aus der Serie B und der Serie C1 abgestiegen war, wurde er während der Saison 2000–2001 zum Stammspieler in der Serie C2. Die nächste Spielzeit verbrachte er bei der AS Livorno, mit der ihm der Aufstieg in die Serie B gelang. 2003 wurde er an die ASD Atletico Arezzo in die Serie C1 transferiert. In der Saison 2003–2004 wurde Serafini zum Stammspieler und schoss 14 Tore. Daraufhin wurde er von der AC Siena, die damals in der Serie A spielte, verpflichtet, in der Folge jedoch an Catania Calcio in der Serie B und den FC Empoli in der Serie A weiterverliehen.
Für die Spielzeit 2006–2007 wechselte Serafini zu Brescia Calcio in die Serie B. Großes Aufsehen erregte er mit seiner Leistung im Spiel vom 10. März 2007 gegen Juventus Turin, dem im Sommer 2006 der italienische Meistertitel aberkannt und der Zwangsabstieg in die zweithöchste Spielklasse verordnet worden war. Serafini gelang beim 3-1-Sieg seiner Mannschaft ein spektakulärer Hattrick gegen den amtierenden Weltmeister Gianluigi Buffon im Tor von Juventus, bestehend aus einem Heber aus großer Distanz, einem Fallrückzieher und einem Gewaltschuss aus 30 Metern Entfernung.
In den folgenden zwei Spielzeiten war Serafini für Vicenza Calcio und Piacenza Calcio in der Serie B aktiv. Seit 2009 spielt er für Aurora Pro Patria, zunächst in der Lega Pro Prima Divisione, seit 2010 in der Lega Pro Seconda Divisione.